# Берельські кургани

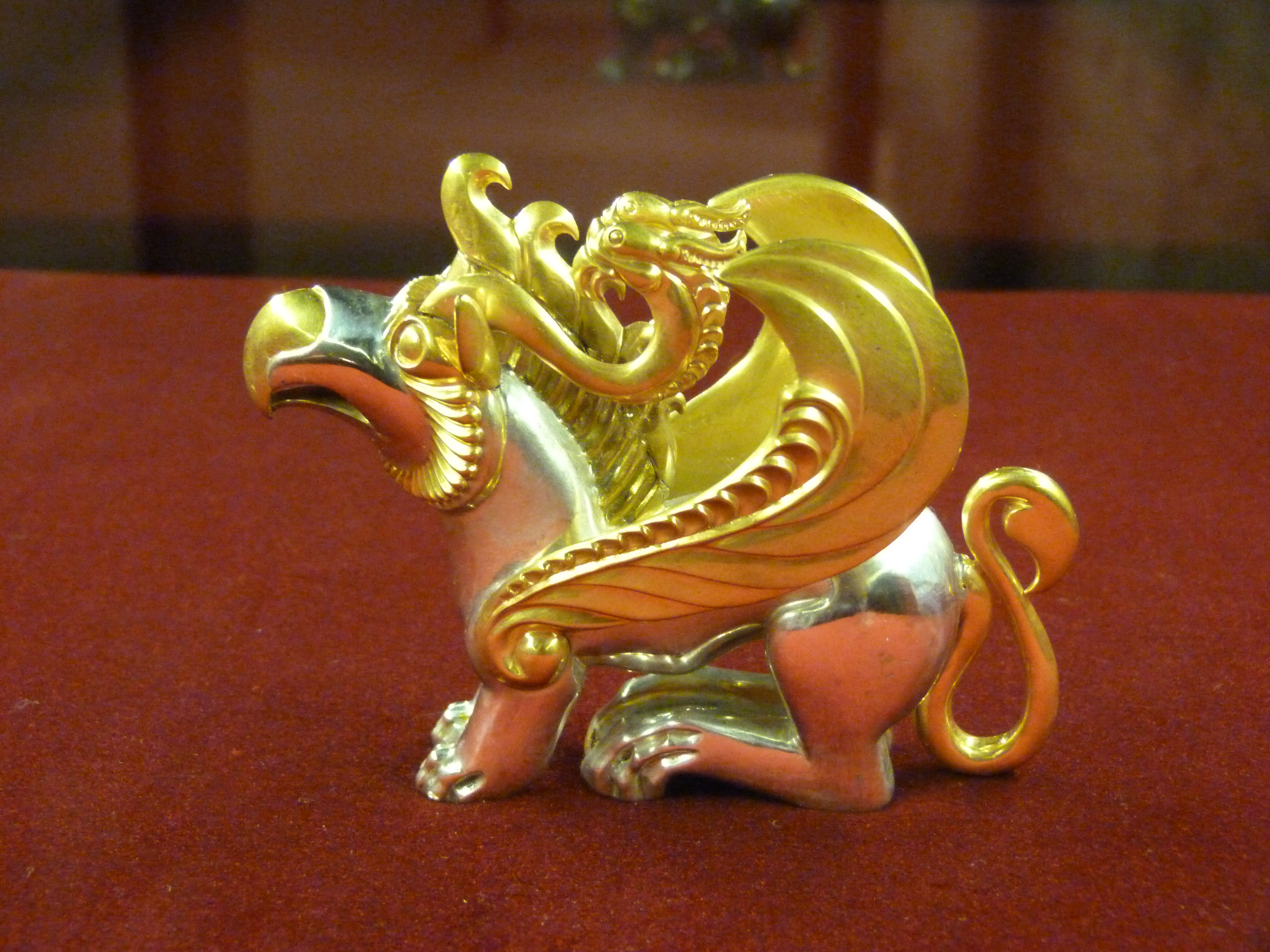
Грифон із Берельских курганів.

Берельські кургани — комплекс курганних могил у долині річки Бухтарма Катон-Карагайського району Східноказахстанської області на сході Казахстану.
Кургани відомі тим, що у 2003 році археологічною експедицією під керівництвом співробітника Казахського національного університету доктора наук Абдеша Толеубаева, було виявлено «Золотий курган царів». Курган датується VIII—VII сторіччям до н. е. У ньому були виявлені прикраси, що згодом стали основою для реконструкції третьої в Казахстані «Золотої людини». Одяг похованого, ймовірно, повністю розшита золотом, але не так, як у всіх інших багатих скіфо-сакських гробницях — дослідження показали, що цар носив одяг постійно. Крім того, раніше в сусідніх курганах було виявлено ще деяку кількість золотих й коштовних речей, більшість з них зараз зберігається в Ермітажі. Доба, до якого належать знайдені артефакти, отримала назву Берельський етап розвитку культури кочовиків Східного Казахстану ранньої залізної доби (V—IV сторіччя до н. е.).
На початку ХХІ сторіччя для дослідження знахідок кургану Шиліктинської долини залучені іноземні вчені. Однією з найцікавіших для археологів знахідок в цьому кургані є золота сережка розміром 1 міліметр, вушко її 0,5 міліметра. Золотий виріб був виготовлений з великою точністю.
Фонд «Культурна спадщина» зробив реконструкцію зовнішності царя. У 2013 році, через майже 10 років праці, був відтворений облік 3-ї золотої людини виявленої в Казахстані, яку виставили на огляд у державному музеї золота і дорогоцінних металів Республіки Казахстан.